# Камыш-Бурун (порт)
Керченский морской порт Камыш-Бурун — морской порт на берегу Керченского пролива, расположенный в промышленной зоне города Керчи, в районе Аршинцево (ранее Камыш-Бурун). Специализируется на перевалке ферросплавов, углей, марганцевого концентрата, коксовой мелочи, генеральных грузов. Порт незамерзающий. Акватория порта удобна для безопасной стоянки судов в любую погоду.

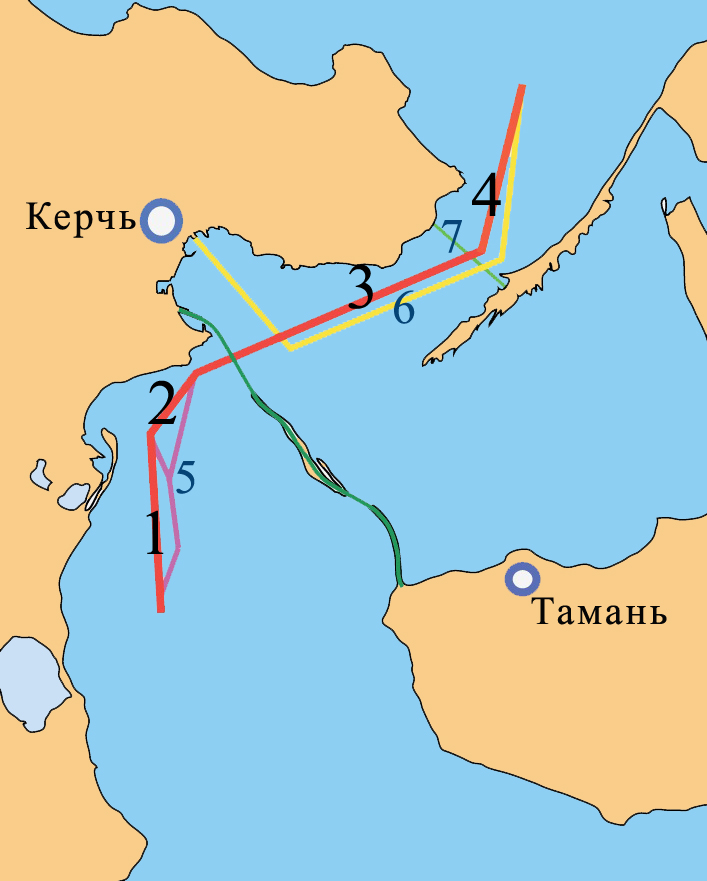
Керчь-Еникальский канал и Таманский судоходный путь.
1. Павловское колено, 2. Бурунское колено, 3. Еникальское колено, 4. Чушкинское колено, 5. Фарватер 52, 6. Фарватер 50, 7. Фарватер 28 (Керченская паромная переправа)

Порт был построен в 1951 году и функционировал как подразделение Камыш-Бурунского железорудного комбината.
27 февраля 2015 года Государственный Совет Республики Крым принял постановление о национализации порта. 5 марта 2015 года Совет министров Республики Крым издал распоряжение о создании на базе порта ГУП РК «Камыш-Бурунская производственная компания».

## Инфраструктура порта
Порт принимает суда шириной до 50 метров, длиной до 200 метров, с осадкой до 5 метров. Для всех судов, заходящих в порт обязательна лоцманская проводка.
В порту имеются 4 причала. Общая длина причальной линии 628,2 метров.
Погрузочно-разгрузочные работы осуществляются с использованием четырёх портальных кранов грузоподъёмностью 16 тонн.
В порту имеются подъездные железнодорожные пути общей протяжённостью 1860 м, которые соединяют все причалы и склады порта. Также на территории порта расположена промышленная железнодорожная станция "Камыш-Бурун". Станция "Аршинцево" Крымской железной дороги, обслуживающая порт, расположена в 8 км от него.